# Alessandro Fusacchia
Alessandro Fusacchia (né le 2 mars 1978 à Rieti) est un homme politique italien, membre de +Europa, élu député en 2018.